# Sheldrick Falls
Sheldrick Falls är ett vattenfall i Kenya.   Det ligger i länet Kwale, i den södra delen av landet, 400 km sydost om huvudstaden Nairobi. Sheldrick Falls ligger 157 meter över havet.
Terrängen runt Sheldrick Falls är kuperad åt nordväst, men åt sydost är den platt. Runt Sheldrick Falls är det ganska tätbefolkat, med 83 invånare per kvadratkilometer. Närmaste större samhälle är Kwale, 11,9 km norr om Sheldrick Falls. Omgivningarna runt Sheldrick Falls är en mosaik av jordbruksmark och naturlig växtlighet.